# Дементьев, Вадим Валерьевич
Вадим Валерьевич Дементьев (род. 20 сентября 1950 года, Вологда) — писатель, общественный деятель, кандидат филологических наук, сопредседатель правления Общероссийской общественной организации «Союз писателей России», член правления, руководитель секции культуры и СМИ региональной общественной организации «Вологодское землячество» в Москве. Консультант Аппарата Совета Федерации, главный редактор журнала Совета Федерации.

## Биография
Родился в семье одного из основателей Вологодской писательской организации, лауреата Государственной премии, писателя Валерия Дементьева. Окончил факультет журналистики МГУ (1973). Работал заведующим отделом газеты «Литературная Россия» и заведующим редакцией и заместителем главного редактора в издательстве «Современник». Член Союза писателей СССР с 1985 года.
Учился в аспирантуре АОН при ЦК КПСС, в 1989 году защитил кандидатскую диссертацию «Социально-нравственные конфликты в советской многонациональной прозе 80-х годов: моральные аспекты и проблемы межнациональных отношений». С 1989 по 1991 годы работал заведующим сектором художественной литературы Гуманитарного отдела ЦК КПСС.
С 1991 по 1993 год — секретарь по организационным вопросам Международного сообщества писательских союзов (бывший Союз писателей СССР). С 1993 по 2004 год — консультант Аппарата Совета Федерации, главный редактор журнала «Этнополитический вестник». С 2004 года — помощник заместителя Председателя Государственной Думы ФС РФ В. А. Купцова.

## Награды
Лауреат Всесоюзных премий им. М. Горького и Н. Островского (1981), Всероссийского конкурса «Малая Родина» (2005), Большой литературной премии России, учрежденной компанией «АЛРОСА» (2006), Государственной премии им. А. Кулаковского Республики Саха (Якутия) (2010).
В 2005 г. присвоено звание «Заслуженный работник культуры Республики Саха (Якутия)». В 2009 г. Вадим Дементьев награждён медалью «Патриот России». Лауреат литературной премии В. Я. Шишкова 2014 года, премия вручена на родине писателя в г. Бежецк Тверской области 2 августа 2014 года.